# Tag team
In het professioneel worstelen bestaat een tag team uit twee of meer worstelaars die samenwerken als een team. Ze worstelen meestal tegen een gelijk aantal tegenstanders. Er kan eventueel een "handicap match" plaatsvinden, waarin twee medestanders het opnemen tegen drie of meer tegenstanders. Een tag-team kan ook dienstdoen als een belangrijk onderdeel van een stable of worstelgroep.
Slechts één deelnemer per team is toegestaan in de ring, en de enige manier waarop de worstelaar kan ruilen van plek met zijn partner bestaat erin dat de deelnemer zijn partner "tagt" (aanraakt) via een arbitrair lichaamsdeel. De scheidsrechter moet dit echter zien en daardoor goedkeuren. Deze regels worden zelden toegepast omwille van kayfabe, dat wil zeggen de fictieve aard van het professioneel worstelen.
Een beslissend moment (spot) dat in bijna elke tag-teamwedstrijd plaatsvindt is de hot tag. Een van de leden van een team wordt dan geslagen door een tegenstander. Soms wordt hij door beide leden tegelijk aangevallen, terwijl zijn partner protesteert bij de scheidsrechter vanwege het niet naleven van de regels. Uiteindelijk weet de aangevallen worstelaar toch de "tag" te maken vooraleer de oppositie dit doet. Een veelvoorkomende verhaallijn is wanneer voormalige partners zich tegen elkaar keren, wat meestal resulteert in een nieuwe verhaallijn (feud).

## Geschiedenis
In 1901 werden de eerste tag-teamwedstrijden gehouden in de Verenigde Staten, in San Francisco. De promotors uit San Francisco introduceerden het tag-teamworstelen om de entertainmentwaarde te verhogen. Hoewel tag-teamworstelen navenant een traditie werd in het Amerikaans professioneel worstelen, werd de innovatie pas na de jaren 30 populair buiten San Francisco.

## Variaties
Elk individueel wedstrijdtype (Engels: singles match) kan worden toegepast in geval van tag-team. Bijvoorbeeld, een tag-teamwedstrijd die wordt gehouden onder de hardcore-regels, submission-regels, of ladder match-regels. Een voorwaarde zoals "I Quit" (wedstrijd met uitsluitend een opgave als winnend element) kan ook worden toegepast. De volgende variaties zijn specifiek voor het tag-teamworstelen bedoeld:

#### Tag-Team
Een wedstrijd waarbij twee teams van twee worstelaars tegen elkaar strijden. Slechts een worstelaar van elk team is in de ring toegestaan op een bepaald moment, hoewel slechteriken (jargon: heels) deze regel vaak aan hun laars lappen en samenspannen tegen een tegenstander. De anderen wachten op de rand van de ring buiten de touwen in een specifieke hoek tegenovergesteld aan die van de ander. Samenwerking in de aanval kan gebeuren zolang het binnen de scheidsrechterlijke vijf tellen gebeurd en na een officiële tag. Bij een wedstrijd waar sprake is van meer dan twee worstelaars per team, refereert men naar het aantal mensen betrokken bij de wedstrijd (bv. een six-man tag-teamwedstrijd dat bestaat uit twee teams van drie). 
Een worstelaar moet zich aan het volgende houden om een juiste tag te maken:
- Beide voeten van de worstelaar die men "tagt" moeten zich op de mat bevinden
- De worstelaar buiten de ring vasthouden aan het juiste touw (tag rope) die aan de hoek is gebonden
- Tags moeten ter hoogte van het bovenste touw plaatsvinden
- Tags zijn toegestaan zolang de twee teamleden elkaar aanraken

Een scheidsrechter kan worden toegestaan om elk van deze regels te negeren. Alle standaard wedstrijdregels gelden wel degelijk, maar de legale man moet zoals bij een individuele wedstrijd een valabele pinfall of submission behalen om te winnen. Alleen de persoon met de "tag" kan een pinfall of submission scoren. Tevens kan elk team gediskwalificeerd worden. In Mexico, wordt naar de standaard tag-teamwedstrijd verwezen als Lucha de Parejas (Dubbel Tag), een six man-variant zoals de Lucha de Trios, en een eight man-variant genaamd Lucha Atómica (Atomic Tag).

#### Intergender Tag-Team
Een standaard tag-teamwedstrijd waarbij teams met gemengde geslachten mee doen. Het verschilt van een Mixed tag-team match (zie hieronder), omdat mannen en vrouwen tegelijk in de ring kunnen zijn.

#### Mixed Tag-Team
Dit wedstrijdtype maakt ook gebruik van teams met verschillende geslachten, maar verschilt van een intergender-wedstrijd omdat alleen worstelaars van hetzelfde geslacht tegelijk in de ring aanwezig kunnen zijn. Bijvoorbeeld als een vrouw haar mannelijke partner "tagt", stappen beide vrouwen uit de ring en komen beide mannen binnen. 

#### Parejas Incredibles
In deze wedstrijdvorm bestaan de teams uit rivalen. Het is bedoeld om de spanning tussen de wens om te winnen en de haat voor de rivaal te accentueren. Zoals de naam suggereert, worden deze wedstrijden vaker gebruikt in Mexico dan elders. Hoewel in de Verenigde Staten deze variant ook gebruikt werd in de World Championship Wrestling (WCW), waar het "Lethal Lottery" heette, en waarbij de leden van het winnende team verdergingen in de Battlebowl-battle royale.

## Stable
Daarnaast kan een tag-team deel uitmaken van een geallieerde stable (vrij vertaald: stal), een geheel van professioneel worstelaars die samenzweren. Deze worstelgroep bestaat meestal uit worstelaars die dezelfde belangen verdedigen en elkaar ondersteunen. Vaak worstelen deze worstelaars samen als tag-team. Hieruit ontstond de free bird rule oftewel free bird-regel. Dit betekent dat twee worstelaars binnen een stable het als duo opnemen tegen een ander duo - eventueel van een concurrerende stable. Terwijl een duo uit de stable hun wedstrijd aanvat, bevinden de overige leden zich naast de ring als morele steun. De naam free bird is afgeleid van de stable The Fabulous Freebirds. Zij introduceerden namelijk dit begrip in de worstelwereld. De groep bestond uit drie leden en won op deze manier het NWA Tag Team Championship voor de National Wrestling Alliance (NWA). Stables handelen dus regelmatig als tag-team. 
In het verleden passeerden meerdere populaire stables de revue. Onderstaande lijst geeft enkele beroemde stables niet alfabetisch weer: 
- The Fabulous Freebirds (1979-1994)
- The Four Horsemen (1985-1988)
- New World Order (nWo) (1996-1998)
- The Hart Foundation (1997)
- The Shield (2012-2014, 2017)
- Evolution (2003-2005, 2014)
- The Von Erich Family (1983-1984)
- The Wyatt Family (2012-2014, 2015-2017)
- D-Generation X (1997-2000, 2006-2007, 2009)
- Ministry of Darkness (1998)
- Demolition (1987-1991)
- The Corporation/The Corporate Ministry (1998-1999)
- The New Day (2014-)
- The Heenan Family (1974-1993)
- The World's Greatest Tag Team/Team Angle (2002-2013, 2014-2015)
- Straight Edge Society (2009-2010)
- The Legacy (2008-2011)
- Fourtune (2010-2012)
- The Nation of Domination (1996-1998)
- The Wild Samoans (1979-1980,1983-1984)